# Brett Swain
Brett Andrew Swain (Asheville, 21 giugno 1985) è un giocatore di football americano statunitense che gioca nel ruolo di wide receiver nella National Football League (NFL) e attualmente è free agent. Fu scelto nel corso del settimo giro (217º assoluto) del Draft NFL 2008 dai Green Bay Packers. Al college ha giocato a football a San Diego State.

## Carriera professionistica

### Green Bay Packers
Swain fu scelto dai Packers nel corso del settimo giro del Draft 2008. Il 23 luglio fu annunciata la firma del suo contratto con Green Bay. In seguito fu tagliato ma rifirmato per la squadra di allenamento. Il 27 ottobre, Swain fu posto nella lista infortunati.
Nella stagione 2009, Swain fece il suo debutto sui campi professionistici giocando un totale di sei partite, nessuna delle quali da titolare. Nella stagione 2010, invece, il giocatore disputò tutte le 16 gare stagionali, di cui una come titolare, terminando l'annata con 6 ricezioni per 72 yard.
Il 28 agosto 2011, Swain fu tagliato da Green Bay.

### San Francisco 49ers
Swain firmò coi San Francisco 49ers l'11 ottobre 2011. Con essi apparve nella gara di playoff in cui sconfissero i New Orleans Saints.

### Seattle Seahawks
L'8 aprile 2013, dopo un provino positivo, Swain firmò coi Seattle Seahawks. Il 26 agosto 2013 fu svincolato.

## Vittorie e premi
- Super Bowl : 1

Green Bay Packers: Super Bowl XLV
- National Football Conference Championship: 1

Green Bay Packers: 2010

## Statistiche
| Partite totali             | 27 |
| Partite totali da titolare | 2  |
| Yard su ricezione          | 87 |
| Touchdown su ricezione     | 0  |